# HGSNAT
Heparan-α-glukozaminid -acetiltransferaza (acetil-KoA:heparan-α-D-glukozaminid N-acetiltransferaza, acetil-KoA:alfa-glukozaminid N-acetiltransferaza) je enzim koji je kod čoveka kodiran HGSNAT genom.
U enzimologiji, ovaj enzim propada familiji transferaza, specifično onih koje ne vrše transfer aminoacil grupa. On posreduje hemijsku reakciju:
acetil-KoA + heparan sulfat α-D-glukozaminid {\displaystyle \rightleftharpoons } KoA + heparan sulfat N-acetul-α-D-glukozaminid
Ovaj enzim učestvuje u degradaciji glikozaminoglikana i glikana. Mutacije gena koji kodira ovaj enzim izazivaju mukopolisaharidozu IIIC.

## Literatura
- Strausberg RL; Feingold EA; Grouse LH;  . (2003). „Generation and initial analysis of more than 15,000 full-length human and mouse cDNA sequences.”. Proc. Natl. Acad. Sci. U.S.A. 99 (26): 16899—903. PMC 139241 . PMID 12477932. doi:10.1073/pnas.242603899.
- Ota T; Suzuki Y; Nishikawa T;  . (2004). „Complete sequencing and characterization of 21,243 full-length human cDNAs.”. Nat. Genet. 36 (1): 40—5. PMID 14702039. doi:10.1038/ng1285.
- Ausseil J; Loredo-Osti JC; Verner A;  . (2005). „Localisation of a gene for mucopolysaccharidosis IIIC to the pericentromeric region of chromosome 8.”. J. Med. Genet. 41 (12): 941—5. PMC 1735628 . PMID 15591281. doi:10.1136/jmg.2004.021501.
- Otsuki T; Ota T; Nishikawa T;  . (2007). „Signal sequence and keyword trap in silico for selection of full-length human cDNAs encoding secretion or membrane proteins from oligo-capped cDNA libraries.”. DNA Res. 12 (2): 117—26. PMID 16303743. doi:10.1093/dnares/12.2.117.
- Kimura K; Wakamatsu A; Suzuki Y;  . (2006). „Diversification of transcriptional modulation: large-scale identification and characterization of putative alternative promoters of human genes.”. Genome Res. 16 (1): 55—65. PMC 1356129 . PMID 16344560. doi:10.1101/gr.4039406.
- Nusbaum C; Mikkelsen TS; Zody MC;  . (2006). „DNA sequence and analysis of human chromosome 8.”. Nature. 439 (7074): 331—5. PMID 16421571. doi:10.1038/nature04406.
- Fedele AO; Filocamo M; Di Rocco M;  . (2007). „Mutational analysis of the HGSNAT gene in Italian patients with mucopolysaccharidosis IIIC (Sanfilippo C syndrome). Mutation in brief #959. Online.”. Hum. Mutat. 28 (5): 523. PMID 17397050. doi:10.1002/humu.9488.
- Klein U, Kresse H, von Figura K (1978). „Sanfilippo syndrome type C: deficiency of acetyl-CoA:alpha-glucosaminide N-acetyltransferase in skin fibroblasts”. Proc. Natl. Acad. Sci. U.S.A. 75 (10): 5185—9. PMC 336290 . PMID 33384. doi:10.1073/pnas.75.10.5185.
- Pohlmann R, Klein U, Fromme HG, von Figura K (1981). „Localisation of acetyl-CoA: alpha-glucosaminide N-acetyltransferase in microsomes and lysosomes of rat liver”. Hoppe. Seylers. Z. Physiol. Chem. 362 (9): 1199—207. PMID 7346380. doi:10.1515/bchm2.1981.362.2.1199.
- Nicholas C. Price; Lewis Stevens (1999). Fundamentals of Enzymology: The Cell and Molecular Biology of Catalytic Proteins (Third изд.). USA: Oxford University Press. ISBN 019850229X.
- Eric J. Toone (2006). Advances in Enzymology and Related Areas of Molecular Biology, Protein Evolution (Volume 75 изд.). Wiley-Interscience. ISBN 0471205036.
- Branden C; Tooze J. Introduction to Protein Structure. New York, NY: Garland Publishing. ISBN 0-8153-2305-0.
- Irwin H. Segel. Enzyme Kinetics: Behavior and Analysis of Rapid Equilibrium and Steady-State Enzyme Systems (Book 44 изд.). Wiley Classics Library. ISBN 0471303097.